# Calamagrostis steyermarkii
Calamagrostis steyermarkii là một loài cỏ thuộc họ Poaceae.
Loài này chỉ có ở Ecuador.